# Åke Andrén
Åke Andrén, född 19 maj 1917 i Slättåkra församling, Hallands län, död 4 oktober 2007 i Uppsala, var en svensk teolog. Han var son till kyrkoherden Victor Andrén och Andréa Johansson samt bror till professor Carl-Gustaf Andrén.
Han var professor i praktisk teologi vid Uppsala universitet 1954–1983, ledamot av 1968 års kyrkohandbokskommitté, ordförande i KLFUM/KFUK:s svenska scoutförbund. Han invaldes 1980 som ledamot av Vitterhetsakademien. Hans forskning var inriktad mot den svenska reformationstidens gudstjänstliv, där han utgav flera monografier. År 1999 utgav han den sammanfattande framställningen Sveriges kyrkohistoria 3. Reformationstiden. Som expert i kyrkohandbokskommittén utgav han flera undersökningar kring vigsel och äktenskap i ett både svenskt och internationellt perspektiv.
Åke Andrén var gift från 1945 med läkaren Signe Andrén (1917–2010), född Edwall, och fick tre barn. Makarna är begravda på Torslunda kyrkogård på Öland.

## Tryckta skrifter
Fullständiga förtecknigar: Oloph Bexell, "Åke Andréns tryckta skrifter 1948–1982. Bibliografisk förteckning" i Predikohistoriska perspektv. Studier tillägnade Åke Andrén (Skrifter utg. av Svenska kyrkohistoriska föreningen 35), 1982. – Oloph Bexell, "Åke Andréns trycka skrifter 1984–2004. Bibliografisk förteckning" i Kyrkohistorisk Ärsskrift 108 (2008). – Omtryckta i  Åke Andrén. Ett mångsidigt professorsliv. 2008, s. 127–147.